# Shahkot (India)
Shahkot (en panyabí: ਸ਼ਾਹਕੋਟ ) es una ciudad de la India en el distrito de Jalandhar, Estado de Panyab.

## Geografía
Se encuentra a una altitud de 226 m s. n. m. a 160 km de la capital estatal, Chandigarh, en la zona horaria UTC +5:30.

## Demografía
Según estimación 2010 contaba con una población de 14 724 habitantes.